# Hermsdorf (Thuringe)
Pour les articles homonymes, voir Hermsdorf.
Hermsdorf est une petite ville de Thuringe, située dans l'Arrondissement de Saale-Holzland.

## Histoire
Hermsdorf a été mentionné pour la première fois en 1256.
Pendant la Seconde Guerre mondiale, 3 586 prisonniers et travailleurs forcé de 15 nationalités y ont résidé (URSS = 1 823, France = 572, Pologne = 491, Belgique = 314, Croatie = 186, Italie = 115, Protectorat = 25, Hollande = 22, apatrides = 13, Luxembourg = 10, Tchécoslovaqui = 6, Hongrie = 5, Autriche = 2, Bulgarie = 1, Roumanie = 1).
La plupart travaillaient à la « Hescho » (Hermsdorf-Schomburg-Isolatoren-Gesellschaft, dévenue KWH), les autres dans plusieurs petites entreprises. 62 y sont morts : 47 russes, 9 polonais, 2 italiens, 2 français, 2 belges ainsi que 33 enfants russes et polonais âgés de 0 à 14 ans.

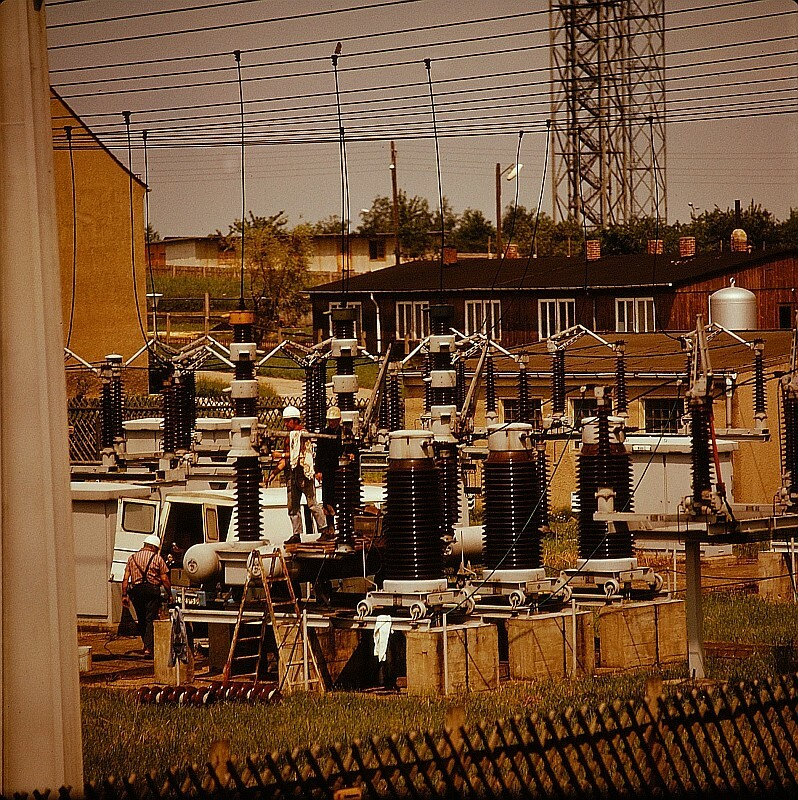
Entreprise KWH (1977)

## Évolution démographique
| Année      | 1823 | 1933 | 1950 | 1960 | 1994 | 2000 | 2007 |
| ---------- | ---- | ---- | ---- | ---- | ---- | ---- | ---- |
| Population | 851  | 3502 | 5798 | 5694 | 9463 | 9006 | 8593 |

## Jumelage
- Grünstadt (Allemagne)
- Lahnstein (Allemagne)